# رون بليك
رون بليك (بالإنجليزية: Ron Blake)‏ هو عازف جاز أمريكي، ولد في 7 سبتمبر 1965 في سانت توماس في الولايات المتحدة.

## وصلات خارجية
- الموقع الرسمي
- رون بليك على موقع ميوزك برينز (الإنجليزية)
- رون بليك على موقع أول ميوزيك (الإنجليزية)
- رون بليك على موقع أول ميوزيك (الإنجليزية)
- رون بليك على موقع ديسكوغز (الإنجليزية)